# J
J, j — десятая буква базового латинского алфавита. 
Латинское название буквы — йот или йота, французское название — жи, немецкое название — йот, английское — джей [d͡ʒeɪ̯], испанское — хота. В международном фонетическом алфавите символ [j] обозначает палатальный аппроксимант. На компьютерной клавиатуре с QWERTY-раскладкой на клавишах F и J обычно находится небольшой выступ в виде точки или полосы для удобства слепого позиционирования пальцев на этих клавишах.

## История
Изначально символ j использовался как вариант символа i (например, сочетание ii писалось как ij). Пьер де ла Рамэ (XVI в.) первым начал различать буквы I и J. Изначально обе эти буквы произносились как [i], [iː], [j]. Тем не менее в романских языках появлялись звуки, отличные от прежнего звучания (кроме итальянского языка). Так, произношение буквы J во французском и в испанском языках сильно отличается от произношения i.

## Звуковое значение
- В латинском языке буква произносится как [j]. Такое же произношение имеется в большинстве германских языков (кроме английского), в балтийских языках, всех славянских, использующих латинский алфавит, албанском, венгерском, финском, эстонском языках и в эсперанто.
- В современном итальянском языке буква J используется в основном в заимствованных словах. До XIX века J использовалась в дифтонгах вместо I, вместо заключительного -ii и при разбиении группы гласных (как в слове Savoja).
- В английском языке букве J соответствует звук [d͡ʒ].
- В испанском языке J передаёт звук [x] или [h][1].
- Во французском, румынском, португальском, азербайджанском, турецком языках J произносится как [ʒ].
- В узбекском и казахском (латиница) языках произносится как [ʒ] или [d͡ʒ], а в туркменском — только как [d͡ʒ].
- В проекте русской латиницы 1833 года обозначает звук [ʐ].

## Альтернативные начертания
- В азбуке Морзе: · − − −
- В азбуке Брайля J обозначается как ⠚ (в Unicode), точечное изображение:
- В фонетическом алфавите НАТО букве J соответствует слово JULIET

## Использование
- j — один из трёх базисных векторов в математике.
- Букву j часто используют в качестве вторичного индекса (после i) в математике и программировании.
- В физике и электротехнике j используется для обозначения мнимой величины ({\displaystyle {\sqrt {-1}}}) во избежание путаницы с традиционным обозначением тока I.
- В кинематике буквой j обозначают рывок.
- В химии J иногда используют вместо I (и) для обозначения йода (во избежание путаницы с l (эль)).
- В эсперанто буква является показателем множественного числа: «la domo» — «domoj» («дом» — «дома́»)

| Название по-русски: й. Код НАТО: Juliet (/ˈdʒuːliˑˈet/, [джульет]). Азбука Морзе: ·−−− |                   |                                     |        |
| \| ○ \| ● \| \| ● \| ● \| \| ○ \| ○ \| Шрифт Брайля                                    | Семафорная азбука | Флаги международного свода сигналов | Амслен |
| ○                                                                                      | ●                 |                                     |        |
| ●                                                                                      | ●                 |                                     |        |
| ○                                                                                      | ○                 |                                     |        |